# Leigong
Leigong (雷公) lub Leishen (雷神) – bóg gromów w mitologii chińskiej, ojciec Fuxi. 
Najstarsze informacje o Leigongu pochodzą z poematów Qu Yuana oraz Huainanzi. Są one jednak bardzo skąpe, a pełny obraz bóstwa pochodzi dopiero z czasów dynastii Han. Wyobrażano go sobie jako czarnego demona o skrzydłach nietoperza, ptasich pazurach i głowie małpy z dziobem orła. Uderzając młotem w bęben wywoływał grzmoty.
Według legendy przetrwałej wśród ludu Yao w regionie Guangxi w zamierzchłych czasach Leigong został złapany i uwięziony przez pewnego człowieka, któremu nagły deszcz przerwał pracę przy naprawie dachu. Zwodząc następnie dzieci owego człowieka Leigong zdołał uciec i jako zemstę sprowadził na ziemię potop.